# Ericeae
Az Ericeae a hangafélék (Ericaceae) családjának egy nemzetségcsoportja. Három nemzetséget sorolnak ide:
- csarab (Calluna)
- gamandorhanga (Daboecia)
- hanga (Erica)

Legismertebb ezek közül az Erica nemzetség, amely mintegy ötszáz fajt számlál. Ezek zömmel afrikaiak, de a hanga az Európa szubalpin éghajlatú hegyvidékein és a hideg mérsékelt égövben élő fajokról híres; a skót felföld afféle szimbólumaként számos műalkotásban is előfordul.